# Moniliformis acomysi
Moniliformis acomysi är en hakmaskart som beskrevs av Ward och Nelson 1967. Moniliformis acomysi ingår i släktet Moniliformis och familjen Moniliformidae. Inga underarter finns listade i Catalogue of Life.